# Zatoka Skoszewska
Zatoka Skoszewska (do 1945 niem. Paulsdorfer Bucht) – zatoka Zalewu Szczecińskiego, w jego wschodniej części nad Równiną Goleniowską i Wybrzeżem Trzebiatowskim. Głębokości Zatoki Skoszewskiej dochodzą do 3,8 m i są największymi spośród innych zatok na zalewie.
Na północ od zatoki rozpoczyna się cieśnina Głęboki Nurt przechodząca dalej w cieśninę Dziwnę.
W pobliżu zatoki położona jest wieś Skoszewo, od której wzięła swą nazwę.
Powierzchnia dna Zatoki Skoszewskiej charakteryzuje się największą (na zalewie) ilością odsypów muszlowych lub kolonii żywych małży – racicznicy zmiennej. 
Bezpośredni brzeg od Wolina do Skoszewa stanowią namuły torfiaste lub torfy na piaskach i mułach rzeczno-rozlewiskowych.
Większa południowa część Zatoki Skoszewskiej należy do gminy Stepnica, natomiast północno-wschodnia przy wsi Skoszewo do gminy Wolin.
Nazwę Zatoka Skoszewska wprowadzono urzędowo rozporządzeniem w 1949 roku, zastępując poprzednią niemiecką nazwę zatoki – Paulsdorfer Buch.